# Tortilla a la catalana
La tortilla a la catalana (del catalán: truita de mongetes o tortilla de alubias) se trata de una tortilla de huevos elaborada con alubias blancas que resulta muy popular en la cocina catalana. Posee numerosas variantes.  

## Variantes
En algunos casos se sirve con butifarra: Truita de mongetes amb botifarra d'ou, con bacalao: Truita de mongetes i bacallà, con ajo: truita de mongetes i all tendre, con salsa romescu: Truita de mongetes i romesco. 